# 浅口市立鴨方中学校
浅口市立鴨方中学校（あさくちしりつかもがたちゅうがっこう）は、岡山県浅口市鴨方町鴨方にある市立中学校。
この学校は、鴨方南小学校などの進学先

## 沿革
1947年（昭和22年）に鴨方町立鴨方中学校として設立。1967年（昭和42年）に六条院町立六条院中学校と統合。2006年（平成18年）の市町村合併に伴い浅口市立鴨方中学校となる。

### 年表
- 1947年
  - 4月1日 - 前身の鴨方町立鴨方中学校、六条院町立六条院中学校設立。
  - 4月28日 - 開校式。
- 1957年4月28日 - 校旗校歌を制定。
- 1967年4月1日 - 統合中学校として鴨方中学校発足。鴨方校舎・六条院校舎を設置[3]。
- 1968年3月2日 - 新校歌を制定。
- 1969年4月7日 - 新校舎にて始業式挙行。
- 1997年4月28日 - 校訓碑を設置。
- 2006年3月21日 - 市町村合併に伴い浅口市立鴨方中学校に校名変更。

## 部活動
2008年3月時点
- 野球部
- サッカー部
- バレーボール部（男子）
- バレーボール部（女子）
- バスケットボール部（男子）
- バスケットボール部（女子）
- ソフトテニス（男子）
- ソフトテニス（女子）

- 卓球部
- 剣道部
- 陸上部
- 吹奏楽部
- 料理手芸部
- 情報科学部

## 通学区域
- 鴨方町鴨方
- 鴨方町小坂西
- 鴨方町小坂東
- 鴨方町地頭上
- 鴨方町鳩ケ丘
- 鴨方町深田

- 鴨方町本庄
- 鴨方町益坂
- 鴨方町みどりケ丘
- 鴨方町六条院中
- 鴨方町六条院西
- 鴨方町六条院東

## 進学前小学校
- 鴨方東小学校
- 鴨方西小学校（阿部山分校）
- 六条院小学校

## 学区内の主な施設
- 浅口市役所
- 安倍神社
- 岡山県立鴨方高等学校
- おかやま山陽高等学校
- 岡山自動車大学校

- 岡山天体物理観測所
- 岡山天文博物館
- 鴨方インターチェンジ
- 鴨方駅
- 遙照山ホテル

## 交通
- JR鴨方駅より徒歩15分[5]